# Steenwijkerwold
Steenwijkerwold est un village dans la commune néerlandaise de Steenwijkerland, dans la province d'Overijssel. Le 1er janvier 2006, le village comptait 1 730 habitants.
Commune indépendante jusqu'au 1er janvier 1973, Steenwijkerwold est alors rattaché à Steenwijk.

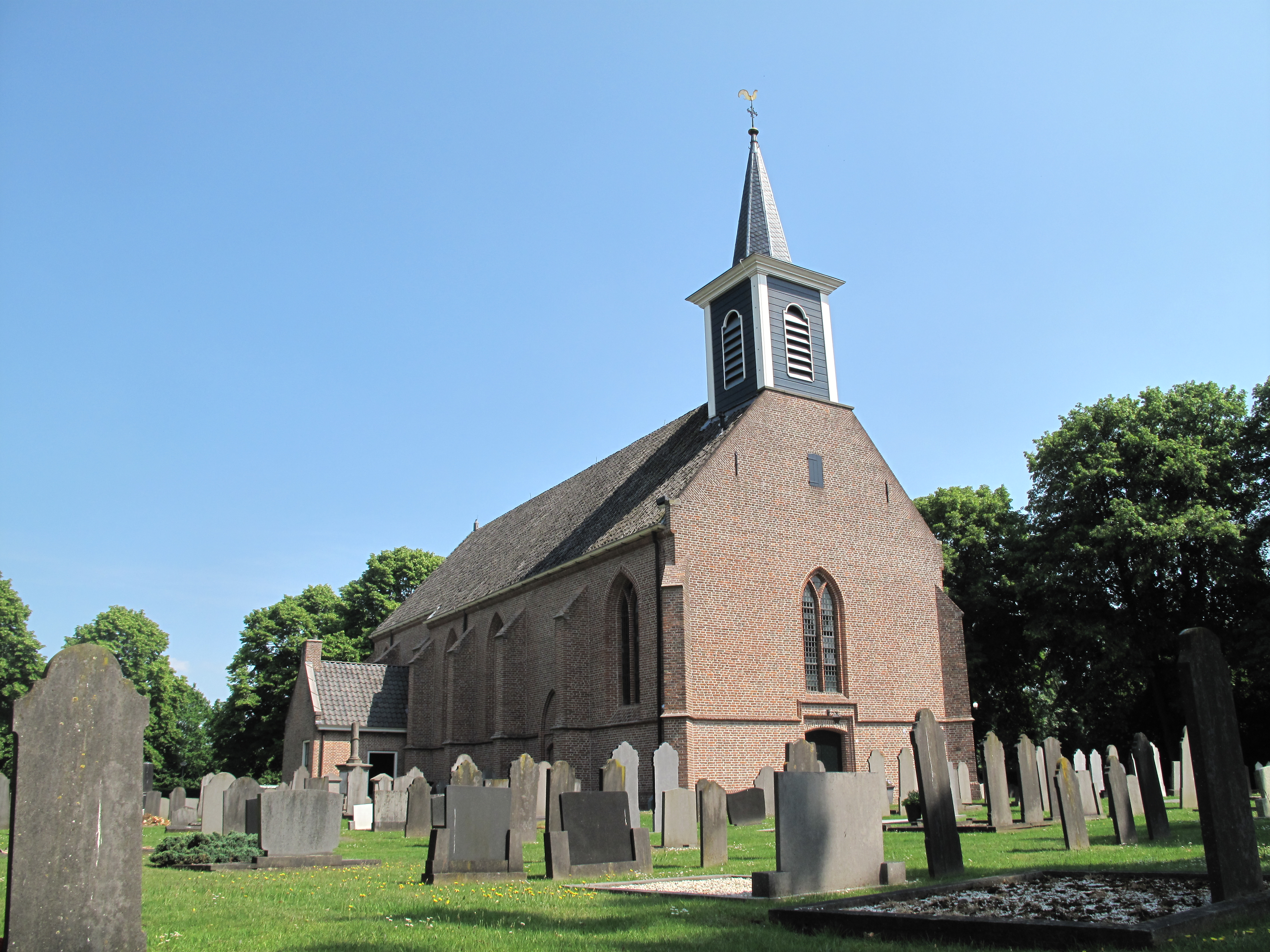
Steenwijkerwold, église protestante